# Buffalo (Dakota Południowa)
Buffalo – miasto w Stanach Zjednoczonych, w stanie Dakota Południowa, w hrabstwie Harding.